# Christopher Munthali
Christopher Munthali (ur. 2 lutego 1991 w Lusace) – zambijski piłkarz grający na pozycji środkowego obrońcy.

## Kariera klubowa
Swoją karierę piłkarską Munthali rozpoczął w klubie Konkola Blades. W sezonie 2010 zadebiutował w jego barwach w zambijskiej Premier League. W 2011 roku odszedł do Power Dynamos z miasta Kitwe. W sezonie 2011 wywalczył z nim swój pierwszy tytuł mistrza Zambii w karierze, a w sezonie 2012 został wicemistrzem tego kraju. W 2013 roku został piłkarzem klubu Nkana FC. W sezonie 2013 został z nim mistrzem Zambii. W 2015 roku wrócił do Power Dynamos. Następnie ponownie grał w Nkanie, a w 2018 roku przeszedł do Buildcon FC. Następnie grał w Kabwe Warriors (2019), libańskim Akhaa Ahli Aley FC (2019) i Lumwana Radiants (2020-2021).

## Kariera reprezentacyjna
W reprezentacji Zambii Munthali zadebiutował 14 lipca 2013 w wygranym 3:1 meczu COSAFA Cup 2013 z Mozambikiem. Zambia ten puchar wygrała. W 2015 roku został powołany do kadry na Puchar Narodów Afryki 2015. Wystąpił na nim w trzech meczach: z Demokratyczną Republiką Konga (1:1), z Tunezją (1:2) i z Republiką Zielonego Przylądka (0:0). Od 2013 do 2016 wystąpił w kadrze narodowej 35 razy i strzelił 2 gole.